# Альзакола лісова
Альзако́ла лісова (Cercotrichas leucosticta) — вид горобцеподібних птахів родини мухоловкових (Muscicapidae). Мешкає в Західній і Центральній Африці.

## Опис
Довжина птаха становить 17 см, вага 19 г. Верхня частина тіла сірувато-коричнева, груди і боки сірі, живіт коричнюватий. Над очима білі "брови", навколо очей білі кільця, які перетичнають тонкі чорні смуги, що проходять через очі. Хвіст темний, крила коричневі, нижня частна крил світліша. Очі карі, дзьоб чорний, лапи чорні.

## Підвиди
Виділяють чотири підвиди:
- C. l. colstoni Tye, 1991 — Сьєрра-Леоне, Ліберія, Кот-д'Івуар;
- C. l. leucosticta (Sharpe, 1883) — Гана;
- C. l. collsi (Alexander, 1907) — південний схід ЦАР, північний схід ДР Конго, західна Уганда;
- C. l. reichenowi (Hartert, E, 1907) — західна Ангола.

## Поширення і екологія
Лісові альзаколи мешкають в Сьєрра-Леоне, Ліберії, Кот-д'Івуарі, Гані, Центральноафриканській Республіці, Демократичній Республіці Конго, Уганді і Анголі, трапляються в Гвінеї і Буркіна-Фасо. Вони живуть у вологих рівнинних і гірських тропічних лісах, у вологих і сухих чагарникових заростях, на полях і плантаціях. Зустрічаються на висоті від 40 до 1600 м над рівнем моря.